# Land of Hope and Dreams
"Land of Hope and Dreams" é uma canção do músico americano Bruce Springsteen e E Street Band. É a décima faixa do álbum Wrecking Ball (2012). Originalmente, a canção foi escrita em 1999, sendo apresentada em turnês e vários álbuns ao vivo antes de seu lançamento oficial durante a década de 2000.

## Composição e escrita
As origens da música datam entre 1998–99, quando foi escrita pela primeira vez, embora o riff do bandolim tenha aparecido pela primeira vez na música "Labor of Love", no American Babylon (1995) de Joe Gruscheky, no qual Springsteen tocou. Aconteceu durante o final de uma década em que Springsteen se separou da E Street Band. Mais tarde, Springsteen afirmou: "Eu estava tendo dificuldades em localizar minha voz de rock. [...] fiz alguns discos nos últimos anos. Gravei alguns em 1994 que não lancei. Então fiz uma série de demos, em busca daquela voz. Chegou um ponto em que eu disse: 'Bem, caramba, talvez eu não faça isso agora. Talvez seja algo que eu fiz.'" Depois de escrever "Land of Hope and Dreams", ele afirmou que era "tão boa quanto qualquer música como essa que eu já escrevi. Era como se houvesse aquela voz que eu estava procurando."